# Тома Трайков
Тома Дураков Трайков е български революционер и комунистически активист, участник в създаването на Държавна сигурност след Деветосептемврийския преврат.

## Биография
Тома Трайков е роден през 1911 година в Енидже Вардар, тогава в Османската империя, днес в Гърция. Майка му е сестра на македоно-одринският опълченец Тома Иванов Дураков, а след 1924 година вече като вдовица тя се установява в България с трите си деца.
Тома Трайков заедно с брат си Иван се присъединява към Вътрешната македонска революционна организация. След убийството на Александър Протогеров през 1928 година застават на страната на протогеровистите в борбата им с крилото на Иван Михайлов. Иван Трайков е физическият убиец на Мино Пържолов (1933), а Тома Трайков заедно с Анци Наумов е считан за убиец на михайловистите Димитър Джузданов (1929), Иван Параспуров (1933) и други. След Деветосептемврийския преврат от 1944 година участва в създаването на Държавна сигурност. Заедно с Лев Главинчев ръководи кървавата разправа с бившите дейци на ВМРО през 1946 година. Сред лично убитите от Тома Трайков в този период са Коста Ризов и Атанас Пашков, в дома на който се настанява Трайков след убийството му. Като началник в отделение „Б" на ДС следи писателя Димитър Талев и препоръчва да бъде изпратен в концлагер.
По-късно е награден от властите с орден „Герой на социалистическия труд“. Политиците от БСП Марио Трайков и Тома Трайков са негови наследници.
Умира през 1991 година.